# Jesús Chávez Salazar
Jesús Chávez Salazar (Lima, Provincia de Lima, Perú, 5 de marzo de 1986) es un futbolista peruano que juega como mediocentro organizador y su equipo actual es Pacífico FC SMP de la Liga 3 de Perú.

## Trayectoria
En 2004, dio la asistencia para que Waldir Sáenz convierta gol en la victoria 1 a 0 ante Universitario de Deportes. Esa victoria sirvió para que Alianza gane el torneo Apertura y Alianza de la vuelta frente a los cremas. Al final del año, se coronaría como parte del plantel campeón nacional. 
En el 2012 llega al FBC Melgar.
Actualmente juega Sport Boys de la Primera División del Perú.

## Clubes
| Club                      | País  | Año             | Partido | Goles | Asistencias |
| ------------------------- | ----- | --------------- | ------- | ----- | ----------- |
| Alianza Lima              | Perú  | 2003-2005       | 29      | 1     | 3           |
| José Gálvez FBC           | Perú  | 2006            | 6       | 0     | ?           |
| Coronel Bolognesi FC      | Perú  | 2007-2008       | 50      | 7     | ?           |
| Cienciano                 | Perú  | 2009-2011       | 74      | 7     | 4           |
| FBC Melgar                | Perú  | 2012            | 21      | 3     | 1           |
| Pacífico FC               | Perú  | 2013            | 31      | 2     | 2           |
| Unión Comercio            | Perú  | 2014            | 42      | 6     | 4           |
| Ayacucho FC               | Perú  | 2015-2016       | 60      | 13    | 13          |
| Real Garcilaso            | Perú  | 2016            | 12      | 0     | 0           |
| Universidad de San Martín | Perú  | 2017-2018       | 74      | 15    | 13          |
| Sport Boys                | Perú  | 2019-Actualidad | 60      | 7     | 4           |
| Juan Aurich               | Perú  | 2024-           |         |       |             |
| Pacífico FC SMP           | Perú  | 2025-presente   |         |       |             |
| Total                     | Total | Total           | 459     | 61    | +44         |

### Campeonatos nacionales
| Título                 | Club              | País | Año  |
| ---------------------- | ----------------- | ---- | ---- |
| Torneo Clausura        | Alianza Lima      | Perú | 2003 |
| Torneo Descentralizado | Alianza Lima      | Perú | 2003 |
| Torneo Apertura        | Alianza Lima      | Perú | 2004 |
| Torneo Descentralizado | Alianza Lima      | Perú | 2004 |
| Torneo Clausura        | Coronel Bolognesi | Perú | 2007 |